# Ludwig von Lehsten
Ludwig (Louis) Eberhard Leopold Friedrich von Lehsten (* 10. August 1840 in Röbel/Müritz; † 17. März 1910) war ein mecklenburgischer Verwaltungsbeamter.

## Leben
Ludwig von Lehsten studierte Rechtswissenschaften an den Universitäten Göttingen und Rostock (ab 1860). 1859 wurde er Mitglied des Corps Saxonia Göttingen.
Zunächst Richter in Bützow wurde von Lehsten Amtshauptmann in Hagenow. 1899 wurde er zum Drost ernannt. 1900 wurde er erster Bergbeamter des neu gegründeten Bergamts Hagenow und Leiter der Hagenower Kalibergwerke. 1908 wurde er zum Landdrost ernannt.